# Maria-Magdalenakapel

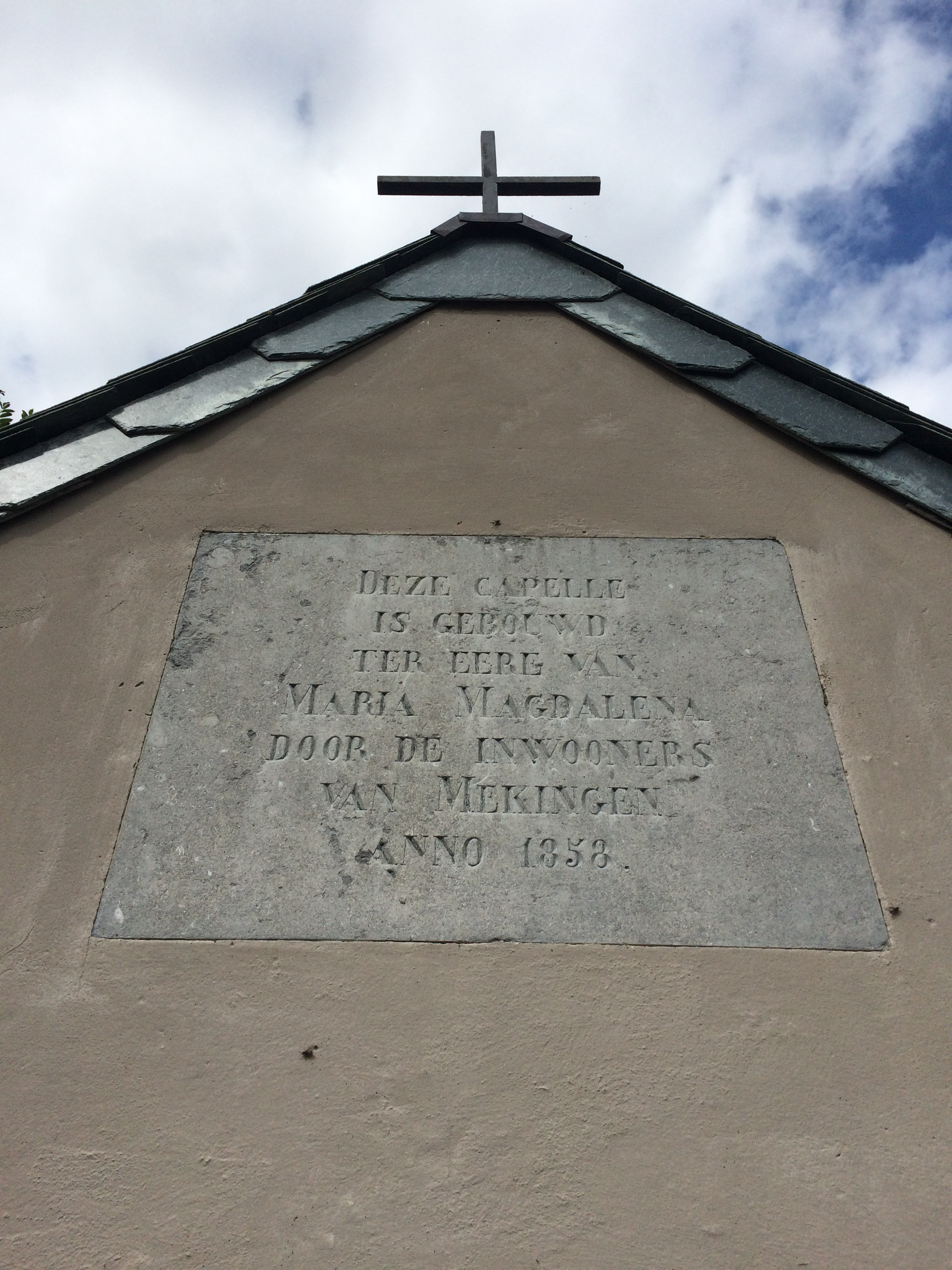
Bovenkant Maria-Magdalenakapel

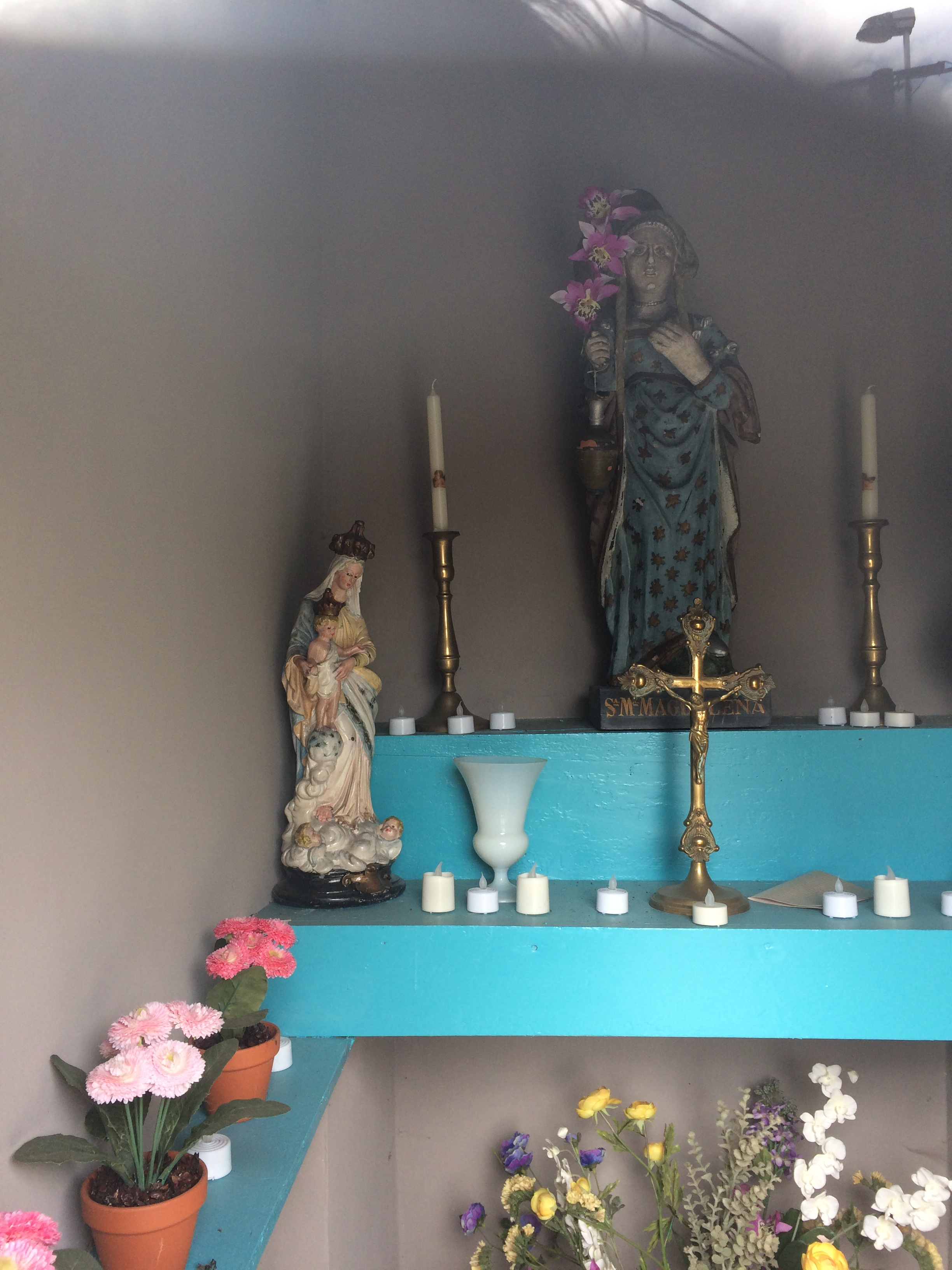
Binnenkant Maria-Magdalenakapel

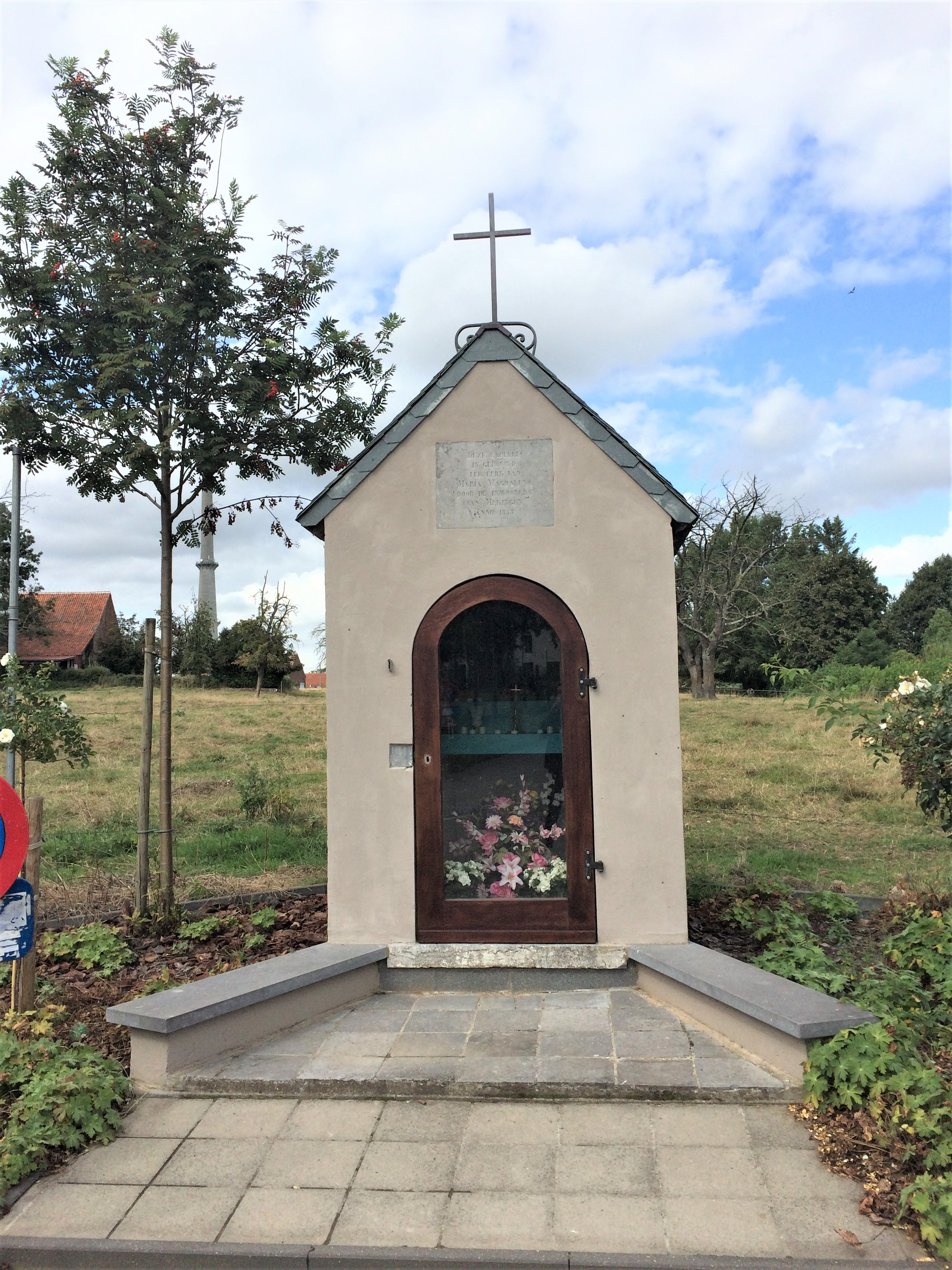
Maria-Magdalenakapel

De Maria-Magdalenakapel is een kapel in de Belgische plaats Sint-Pieters-Leeuw. De kapel tegenover J.B. Cardijnstraat 30 is gebouwd in 1858. Het vervangt de oudere en grotere wijkkapel van Mekingen, een van de negen dochterkerken van de Sint-Pieterskerk die verdween rond 1840. Boven de deur is volgende tekst leesbaar ‘Deze capelle is gebouwd ter eere van Maria Magdalena door de inwoners van Mekingen anno 1858’. De kapel zelf heeft meerdere beelden, waaronder een van Maria Magdalena. De heilige Maria Magdalena wordt aangeroepen tegen de pest, wratten en zweren.
De kapel werd in 2016 vernieuwd op initiatief van de cultuurraad.